# 雜色軟口魚
伏爾加軟口魚（学名：Chondrostoma variabile）为輻鰭魚綱鯉形目雅羅魚科的其中一種，分布於歐洲俄羅斯頓河、聶伯河、伏爾加河及烏拉河等流域，體長可達35公分，棲息在沙石底質，水流較快的溪流，以甲殼類、無脊椎動物等為食，可做為食用魚。